# ポンチョに夜明けの風はらませて
『ポンチョに夜明けの風はらませて』（ポンチョによあけのかぜはらませて）は早見和真による小説。卒業式を控えた高校生と旅先で出会う人々の物語。2013年祥伝社より刊行され、2017年には実写映画が公開された。

## あらすじ
ないものねだりな性格でお調子者の主人公"又八"、イケメンなのにどこか腑に落ちない座右の銘マニアの"ジン"、身も心も大きくて心優しい天ぷら屋の跡取り"ジャンボ"。華々しい高校デビューを企むも敗北続きの三年間…。このまま終わるわけにはいかない幼馴染の3人は卒業式でゲリラライブを計画し、何かを変えようと奇跡を信じて旅に出た。サンダーボルト号と名付けた車で道中さまざまな出来事や人々に出会い成長を遂げていく。果たして同級生が待つ卒業式に間に合うのか、ライブは決行できるのか。人生最高の別れを迎えることができるのだろうか。

## 登場人物
北川又八
神山仁
森田公平
田中優一
白川愛
大貫カンナ
衣笠翔子

## 書誌情報
- 単行本 - 2013年7月25日発売、祥伝社、ISBN 9784396634155
- 文庫本 - 2016年9月14日発売、祥伝社文庫、ISBN 9784396342425

## 映画
2017年10月28日公開の青春ロードムービー。監督は、世界グッドモーニング!!（2009年）で2010年ぴあフィルムフェスティバル審査員特別賞を受賞、第29回バンクーバー国際映画祭ドラゴン&タイガー ヤングシネマ アワードグランプリを受賞し、ポン・ジュノ監督、ジャ・ジャンクー監督などから絶賛されたHOMESICK（2013年）などでも知られる廣原暁。脚本は、スイッチガール!!2（2012年）、プラージュ（2017年）を手がける大浦光太。若手実力派俳優が結集し、公開に先駆けて全国上映を目指しMotionGalleryにてクラウドファンディングを2017年7月12日まで実施。主題歌は忘れらんねえよが書き下ろし、新たなキャストに西田尚美、佐藤二朗、角田晃広（東京03）が発表された。
キャッチコピーは「あの頃」を忘れてしまった大人たちへ贈る、青春覚醒ロードムービー。

### ストーリー
人情深くてお調子者の”又八”、クールで知的な”ジン”、心優しいマイペースな”ジャンボ”はなんとなく過ごしてきた高校三年間にピリオドを打とうと計画。仲間の”中田”と共に卒業式で乗っ取りライブを決行すべく、高校最後の旅路へと向かうのであった。自分探しの旅でもある道中でグラビアアイドルの”愛”、風俗嬢の”マリア”と出会い、様々な出来事を経験しながら自分たちの生き方を見つけていく波乱万丈な青春ロードムービーである。

### キャスト
又八
演 - 太賀
ジン
演 - 中村蒼
ジャンボ
演 - 矢本悠馬
中田
演 - 染谷将太
愛
演 - 佐津川愛美
マリア
演 - 阿部純子
ラジオのパーソナリティ DJジャミラ
演 - 角田晃広（東京03）
ジャンボの父親 八兵衛
演 - 佐藤二朗
又八の母親 尚美
演 - 西田尚美

### スタッフ
- 監督 - 廣原暁
- 原作 - 早見和真
- 脚本 - 大浦光太、廣原暁
- 製作 - 間宮登良松、竹内力、村田嘉邦、福島更一郎、宮前泰志
- 企画・プロデュース - 永井拓郎
- エグゼクティブプロデューサー - 加藤和夫
- プロデューサー - 岡田真、成瀬保則、中島裕作
- 撮影 - 下川龍一
- 照明 - 明星知
- 録音 - 鈴木昭彦
- 美術 - 秋元博
- 装飾 - 鎌田雅宏
- スタイリスト - 星野和美
- ヘアメイク - 清水美穂
- 編集 - 石井沙貴
- VFXスーパーバイザー - 小関一智
- 助監督 - 高明
- 制作担当 - 植田知弘
- 特別協力 - 東京藝術大学大学院映像研究科映画専攻
- 音楽 -  渡邊崇、青木健
- 主題歌 - 忘れらんねえよ「明日とかどうでもいい」[11]
- 配給 - ショウゲート
- 製作 - 映画「ポンチョに夜明けの風はらませて」製作委員会（東映ビデオ、RIKIプロジェクト、博報堂DYミュージック&ピクチャーズ、メ～テレ、カラーバード）

### 封切り
2017年10月28日より、新宿武蔵野館ほかにて順次公開。また、新宿シネマカリテにて第4回「カリテ・ファンタスティック!シネマコレクション2017」7月15日（土）～8月18日（金）開催で先行プレミア上映される。